# Kolce (tygodnik)
Kolce – ilustrowany tygodnik humorystyczno-satyryczny ukazujący się w Warszawie w latach 1871–1914. Najpierw ukazywał się jako dwutygodnik, od 1872 r. jako tygodnik.
Wśród współpracowników pisma znaleźć można Michała Bałuckiego, Adama Asnyka czy Bolesława Prusa. Pod pseudonimem Hen-ryk humoreski o tematyce społecznej pisał w nim Janusz Korczak.